# Урпек (Костанайская область)
Урпек (каз. Үрпек) — село в Амангельдинском районе Костанайской области Казахстана. Административный центр Урпекского сельского округа. Находится на левом берегу реки Кара-Тургай, примерно в 11 км к юго-востоку от села Амангельды, административного центра района. Расположен на высоте 141 метра над уровнем моря. Код КАТО: 393465100.

## Население
В 1999 году численность населения села составляла 1621 человека (839 мужчин и 782 женщины). По данным переписи 2009 года, в селе проживало 1342 человека (661 мужчина и 681 женщина).

## Достопримечательности
В селе с 1964 года действует филиал музея Амангельды Иманова.